# Алекс Воронов
Алекс Воронов (1975 р. Одеса, УРСР) — шведський журналіст, 2002 року працював автором передових статей, а пізніше політичним редактором ліберального кур'єра Ескільстуна .
Алекс Воронов займався полемікою і був експертом з соціальних питань, пов'язаних, серед інших, з Україною, Росією, Білоруссю та Чечнею. Його матір була росіянкою, а батько виходцем із Уганди. Алекс виховувався в Росії, а до Швеції переїхав у віці десяти років.
Раніше Воронов був активний у Шведському міжнародному ліберальному центрі, який має зв'язок з народною партією. Він навчався в Стокгольмській школі економіки і був запрошеним письменником у ліберальних газетах Вестерботенський кур'єр і Нерікес Аллеханда . З червня 2001 року по лютий 2002 року він тимчасово був замісником головного редактора Нерікес Аллеханда.
У 2005 році Олексій Воронов був удостоєний премії ліберальної преси Ліберальної преси у зв'язку зі святом ліберального дня та сторічним ювілеєм Асоціації шведської лівої преси. У нього брали інтерв'ю як у політичного експерта в Studio One на Шведському радіо P1 і Agenda на СВТ 1. Він отримав ніж Hummer у 2015 році.